# Филин, Вячеслав Михайлович
Филин Вячеслав Михайлович (18 апреля 1939 года, село Новочернеево, Шацкий район, Рязанская область — 28 сентября 2023) — заслуженный конструктор РФ, заместитель генерального конструктора и вице-президент «Ракетно-космической корпорации „Энергия“ им. С. П. Королёва», доктор технических наук, профессор, член Академии космонавтики и Международной Академии информатизации, почётный гражданин Шацкого района.

## Биография

### Ранние годы
Родился 18 апреля 1939 в селе Новочернеево, Шацкого района. Отец, Михаил Петрович, — ветеринар, мать, Татьяна Фёдоровна, — директор начальной школы. Семь лет отучился в Высоковской школе, затем в Шацкой средней школе № 1, которую окончил в 1956 году. Два года проучился в Московском лесотехническом институте, затем перешёл на факультет летательных аппаратов Московского авиационного института. Вместе со студенческим отрядом в 1958 году выезжал на целину, за что был награждён Почётной грамотой ЦК ВЛКСМ.
После окончания института в 1963 году был направлен в Особое конструкторское бюро № 1 (ОКБ-1) под руководством Королёва Министерства общего машиностроения СССР в качестве инженера проектного отдела. Принимал участие в разработке космических аппаратов для исследования Венеры и Марса, а в 1964 году вошёл в проектную группу, которая занималась лунной пилотируемой программой, а конкретно созданием аппарата для высадки на Луну.
Принимал участие в разработке программы «Энергия-Буран» и был заместителем главного конструктора системы.

### РКК «Энергия»
С 1982 (по август 2005 года) занимал должность заместителя генерального конструктора Ракетно-космической корпорации «Энергия» им. С. П. Королёва и руководителя научно-технического центра по средствам выведения.
Защитив в 1988 году кандидатскую диссертацию по проблемам ракетостроения, ему была присвоена учёная степень кандидата технических наук. В 1992 году он защитил докторскую диссертацию, посвящённую проектированию крупных ракетно-космических комплексов.
Под его руководством в 1993 году ракетно-космическая корпорация «Энергия» совместно с американской корпорацией «Boeing» занималась разработкой плавучего космодрома для запуска ракет модификации «Зенит-3SL» «Морской старт». Затем участниками проекта стали норвежская судостроительная компания Aker Kværner и украинское КБ «Южное». Он непосредственно занимался разработкой всей технической части проекта с самого начала.
В 1999 году ему было присвоено учёное звание профессор и почётное звание «Заслуженный конструктор Российской Федерации» (за заслуги в области конструкторской деятельности).
В 2000-х годах занимался разработкой проекта «Воздушный старт». Совместно с австралийской APSC трудился над созданием космического комплекса «Аврора». Запуски РН «Аврора» планировалось производить со стартового комплекса на острове Рождества (Австралия).
Благодаря ходатайству коллектива Шацкой средней школы, в 2004 году Филину было присвоено звания «Почётный гражданин Шацкого района».
В 2005 году был уволен с должности (с 1982 г.) заместителя главного конструктора по координации работ и экспериментальной отработки РКК «Энергия». В том же году он стал членом Союза журналистов РФ и Международного Союза журналистов. В 2006 году стал членом Московского отделения Союза писателей РФ.
После того, как 31 июля 2007 года президентом ОАО "Ракетно-космической корпорации «Энергия» стал Виталий Лопота, Филин вступил в должность вице-президента ОАО РКК «Энергия», а также первого заместителя генерального конструктора и заместителя руководителя Головного конструкторского бюро (ГКБ) по ракетно-космическим системам.
Является автором 24 авторских свидетельств и патентов на изобретение СССР и РФ.
Скончался 28 сентября 2023 года в Москве.

## Награды
- Премия Правительства Российской Федерации 2008 года в области науки и техники (10 марта 2009) — за комплексное решение проблем виброзащиты изделий транспортного машиностроения и аэрокосмической техники на базе упругопористого материала — металлорезины
- Орден Дружбы
- Медаль «За доблестный труд. В ознаменование 100-летия со дня рождения В. И. Ленина»
- Медаль «Ветеран труда»
- Медаль «В память 850-летия Москвы»
- Медаль «300 лет Российскому флоту»
- Заслуженный конструктор Российской Федерации
- Почётная грамота Правительства Российской Федерации (2009)[8]
- Лауреат «Золотой медали имени академика В. Ф. Уткина»

## Труды
Филин В. М. является автором девяти книг, более 120 научно-технических статей в журналах и сборник, большого количества научно-популярных публикаций:
- Ракетно-космическая корпорация «Энергия» имени С. П. Королёва / Авт.-сост. В. М. Филин, Г. С. Кутаев, В. Н. Бобков.- Калининград (Моск. обл.): РКК «Энергия», 1994.- 128 с.
- Филин В. Всегда в долгу перед малой родиной // На земле шацкой. — 2004. — 16 апр.
- Филин В. М. Воспоминание о Лунном корабле — М.: Культура, 1992.- 78 с.
- Филин В. М. Извилистая траектория — Шацк: ООО «Шацкая типография», 2016.- 240 с.
- Филин В. М. Ключ на старт — М.: Логос, 2005.- 181 с.
- Филин В. М. Место старта — океан .- М.: Логос, 2000.- 232 с.
- Филин В. М. Новая колея — М.: Логос, 2009.- 224 с.
- Филин В. М. Орбита жизни — Шацк: ООО «Шацкая типография», 2013.- 543 с[9].
- Филин В. М. Притяжение луны — М.: Логос, 2005.- 144 с.
- Филин В. М. Путь к «Энергии» — М.: Логос, 2003.- 282 с[2][10][11][12].
- Филин В. М. Целевая орбита- М.: Логос, 2002.- 218 с.

Собрание сочинений: http://samlib.ru/editors/f/filin_w_m/
Собрание сочинений: https://author.today/u/vmfilin